# Stenum
Stenum is een plaats in de Deense regio Noord-Jutland, gemeente Brønderslev. De plaats telt 268 inwoners (2008).